# خوسيه ماريا فارغاس
خوسيه ماريا فارغاس بونس (بالإسبانية: José María Vargas)‏ (و. 1786 – 1854 م) هو سياسي من فنزويلا . تولى منصب رئيس فنزويلا .
توفي في مدينة نيويورك .